# Emotional Remains
Emotional Remains è l'ottavo album del cantante statunitense Richard Marx, pubblicato nel 2008.

## Tracce
1. "From the Inside" (Marx) - 4:35
2. "Better or Worse" (Marx) - 4:48
3. "Part of Me" (Marx, Matt Scannell) - 4:14
4. "Through My Veins" (Marx) - 4:42
5. "Save Me" (Marx) - 3:49
6. "Come Running" (Marx, Fee Waybill) - 4:18
7. "Flame in Your Fire" (Marx, Randall Wallace) - 4:09
8. "When November Falls" (Marx, Scannell) - 4:32
9. "Take You Back" (Marx, Graham Colton) - 3:42
10. "Over My Head" (Marx) - 3:55
11. "Done to Me" (Marx) - 3:47

Bonus tracks
1. "Never Take Me Dancing" (Marx) - 5:14
2. "Should've Known Better" 2009 (Marx) - 4:26